# Kubikmeile
Eine cubic mile (Kubikmeile) ist eine angloamerikanische Volumenmaßeinheit. Sie ist definiert durch das Volumen eines Würfels mit Kantenlänge von einer statute mile. 
1 statute mile = 1760 yard = 5280 feet = 63360 inch = 1609,344 Meter
1 cubic mile =
- 5.451.776.000 cubic yard
- 147.197.952.000 cubic foot
- 254.358.061.056.000 cubic inch

- 3.379.200 acre-foot
- 26.217.074.938 38/49 petrol barrel (U.S.)

- 1.101.117.147.428 4/7 gallons (U.S.)

1 cubic mile = 4,168181825440579584 Kubikkilometer = 4.168.181.825,440579584 Kubikmeter = 4.168.181.825.440,579584 Liter